# Momo (film 1986)
Momo è un film del 1986, diretto da Johannes Schaaf.
Tratto dall'omonimo romanzo di Michael Ende, il film è stato realizzato negli studi di Cinecittà.
La protagonista è interpretata da Radost Bokel, al suo debutto cinematografico, che vinse il premio Bambi come miglior giovane attrice.

## Trama
Tra i resti di un anfiteatro in una moderna città non specificata viene trovata una bambina, Momo, presumibilmente orfana. Subito essa riesce a farsi voler bene dagli abitanti della città, tra cui Beppo lo spazzino, Gigi il cantastorie, il muratore Nicola e il barista Nino, nonché gli altri bambini con cui condivide i giochi.
La vita scorre serena, ma un giorno la città riceve la visita di alcuni strani Uomini Grigi (Grauen Herren) che convincono le persone a "risparmiare" il loro tempo dando a loro quello da destinare ad attività futili, con la promessa della restituzione con gli interessi: in realtà essi sono esseri sovrannaturali il cui scopo è rubare il tempo alle persone, rendendole nevrotiche e incapaci di cogliere il senso di ogni momento. Il tempo che gli Uomini Grigi rubano, trasformato poi in sigari, serve loro per continuare la propria esistenza.
Quando Momo finisce per mettersi in pericolo, avendo essa scoperto il segreto degli Uomini Grigi, entra in scena la tartaruga Cassiopea che, eludendo le ricerche dei malvagi, accompagna la bambina da Mastro Hora, il Signore del Tempo, nella Casa di Nessun Luogo. Allora gli Uomini Grigi rapiscono gli amici di Momo per ricattarla e costringerla a dire loro l'ubicazione della casa di Mastro Hora che essi cercano da molto tempo.
Momo parla con Mastro Hora che le fa vedere la magia del tempo, dopodiché si addormenta tra le sue braccia. Al suo risveglio si trova nell'anfiteatro; è passato un anno e un giorno ma molte cose sono cambiate: Gigi è diventato un famoso cantante, il barista Nino lavora in un fast food, tutta la città è in preda ad una frenesia irrazionale. La situazione precipita: alcuni Uomini Grigi riescono ad arrivare alla Casa di Nessun Luogo, ma grazie a uno stratagemma Mastro Hora fa in modo che svaniscano prima di poter entrare.
Con l'aiuto di Mastro Hora e della tartaruga Cassiopea, Momo riuscirà ad ostacolare gli Uomini Grigi rimasti, impedendo che il mondo collassi in un asettico grigiore senza cuore. Mastro Hora opera un blocco temporale della durata di sessanta minuti, fermando così ogni essere vivente sulla Terra meno Momo e gli Uomini Grigi, i quali però a questo punto non possono più rubare il tempo, e ciò porta alla loro decimazione. Momo poi penetra nel loro nascondiglio sotterraneo e grazie a Cassiopea chiude le porte del deposito dove si trovano le riserve del tempo accumulato dai malvagi esseri. A uno a uno gli Uomini Grigi svaniscono: dopo che anche l'ultimo di loro (il capo) si è dissolto, Momo spalanca la camera di sicurezza. L'umanità è salva.

## Colonna sonora
Le musiche sono di Angelo Branduardi, contenute nell'album Momo.

## Produzione
Il ruolo di John Huston era inizialmente destinato all'attore Richard Widmark.
La tartaruga era un animatrone realizzato da Valerio Mazzoli in tre versioni: la prima statica, la seconda con movimenti di zampe e testa, e la terza in grado di camminare.
Michael Ende si interessò molto alla lavorazione della pellicola, al punto da apparirvi in un cameo (è l'uomo a cui Mastro Hora racconta la storia di Momo) e collaborare ai testi di alcuni brani della colonna sonora.